# Władysław Skałkowski
Władysław Skałkowski, właśc. Wawrzyniec Skałkowski, ps. „Dąb” (ur. 7 sierpnia 1899 w Posadzie Olchowskiej, zm. 18 stycznia 1953 w Sanoku) – funkcjonariusz Policji Państwowej, podczas II wojny światowej funkcjonariusz Policji Polskiej Generalnego Gubernatorstwa oraz żołnierz SZP–ZWZ–AK, oficer wywiadu Obwodu „OP-23” ZWZ/AK Sanok.

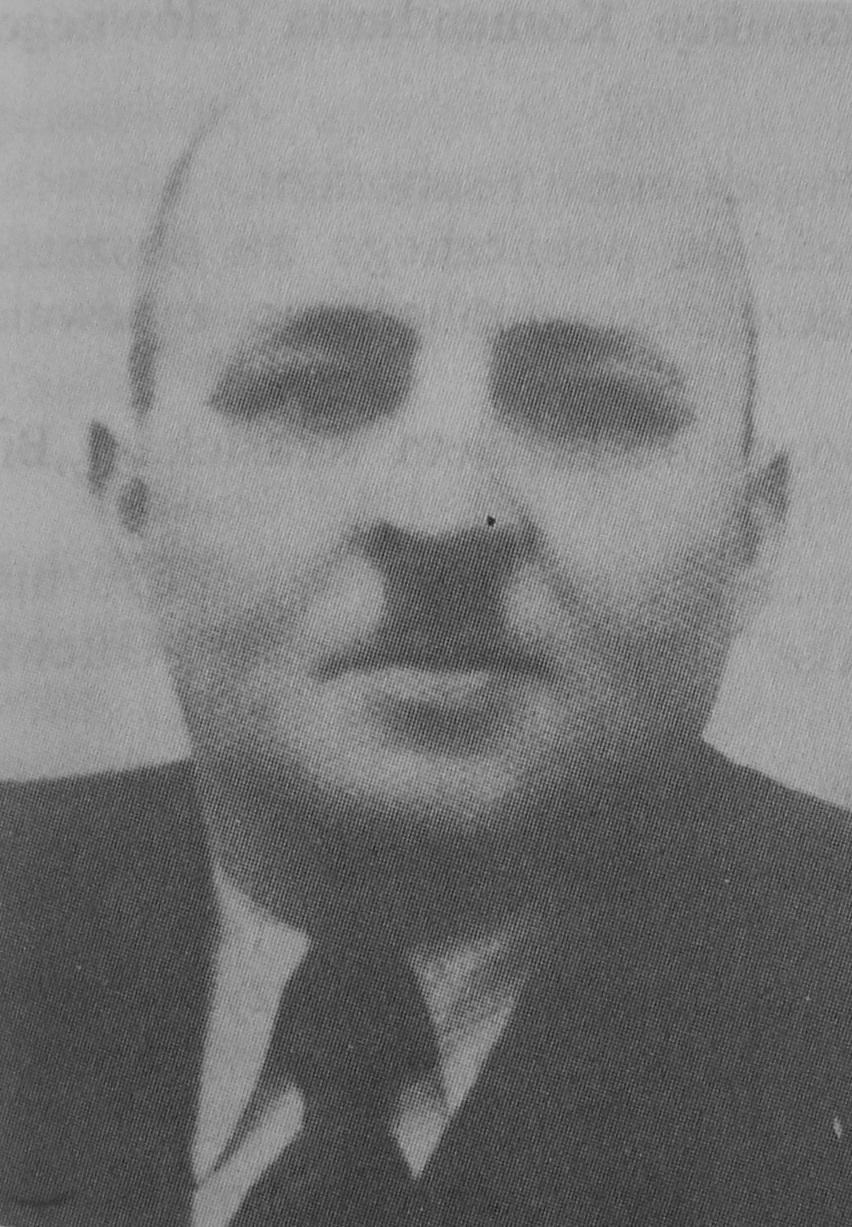
Władysław Skałkowski

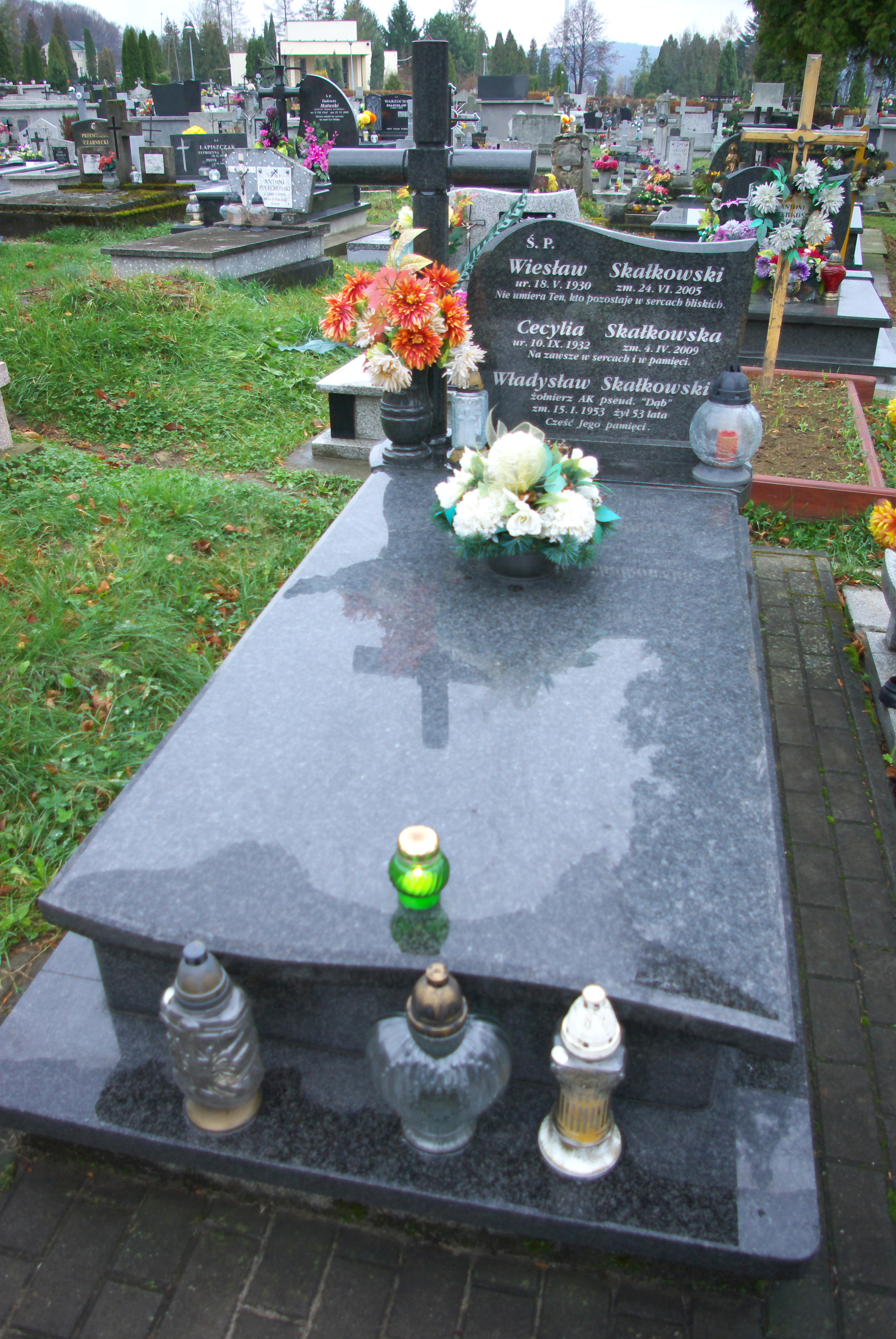
Grobowiec rodziny Skałkowskich

## Życiorys
Urodził się 7 sierpnia 1899 w Sanoku jako Wawrzyniec Skałkowski, syn Katarzyny i Jana.
W Sanoku uczył się w 7-klasowej szkole powszechnej. Następnie od 1912 do 1916 kształcił w zawodzie tokarza w miejscowe fabryce maszyn i wagonów. Od 1 lipca 1912 do 31 lipca 1914 należał do Sanockiej Chorągwi Drużyn Bartoszowych. Podczas I wojny światowej w 1917 został wcielony do C. K. Armii, po czym służył w szeregach 25 pułku piechoty do 1918.
Po odzyskaniu przez Polskę niepodległości w sierpniu 1919 został przyjęty do Wojska Polskiego i służył w żandarmerii na posterunkach w Wisłok i w Tyrawie Wołoskiej. W 1919 został przeniesiony do 13 batalionu saperów. Brał udział w wojnie polsko-bolszewickiej 1920. Został zdemobilizowany w stopniu sierżanta.
Od 1 czerwca 1922 przez cały okres II Rzeczypospolitej był funkcjonariuszem Policji Państwowej. Początkowo służył na posterunkach na obszarze powiatów: dobromilskiego, sanockiego. Po ukończeniu kursu posterunkowych PP (1925) pełnił stanowisko posterunkowego od 1929 w miejscowościach: Szczawne, Zarszyn, Rymanów, Zagórz. Uchwałą Rady Miejskiej w Sanoku z 1926 został uznany przynależnym do gminy Sanok. Od 1931 służył w Sanoku. W 1934 został absolwentem 6-miesięcznego kształcenia w Szkole Policyjnej w Mostach Wielkich, później odbywał kształcenie dla komendantów posterunków PP przy Oficerskiej Szkole Policyjnej w Warszawie. Uzyskał stopień przodownika PP. W 1936 został kierownikiem Wydziału Prewencji PP przy urzędzie starostwa powiatu sanockiego. Od tego roku współdziałał też z wywiadem. W Sanoku zamieszkiwał w domu nad Sanem.
W chwili wybuchu II wojny światowej 1939 nie był objęty mobilizacją i w początkowym okresie kampanii wrześniowej był komendantem posterunku w Zagórzu. Następnie ewakuował się z sanockimi urzędami. Po agresji ZSRR na Polskę z 17 września 1939 został ranny w walkach z sowietami okolicach Felsztyna 19 września 1939, po czym trafił do szpitala w Stryju. Po rekonwalescencji powrócił do Sanoka w październiku 1939 i został zaangażowany do Organizacji Orła Białego (przysięgę od niego odbierali ppor. Łukasz Ciepliński i ppłk Kazimierz Heilman-Rawicz). W początkowym okresie okupacji był współorganizatorem siatki kurierskiej, działającej przy przerzutach przez zieloną granicę z Węgrami. Po kontakcie z inspektorem terenowym Służby Zwycięstwu Polski por. Stanisławem Pieńkowskim ps. „Brona” otrzymał polecenie stworzenia wywiadu w Policji Polskiej Generalnego Gubernatorstwa (tzw. „granatowa policja”), utworzonej podczas okupacji niemieckiej, do której został przyjęty w maju 1940 w kancelarii posterunku w Sanoku. Od czerwca 1940 był organizatorem siatki wywiadowczej i informacynej, działającej na rzecz Związku Walki Zbrojnej (jego zastępcą był Władysław Pruchniak ps. „Sęp”). Funkcjonował pod pseudonimem „Dąb”. Po przekształceniu ZWZ w Armię Krajową w lutym 1942, w ramach której w powiecie sanockim powstał oddział partyzancki OP-23 (działający pod kryptonimem „San”), Władysław Skałkowski został szefem wywiadu w obwodzie. Pełnił jednocześnie funkcję szefa (oficera) wywiadu obronnego (kontrwywiadu) oraz wykonywał zadania wywiadu ofensywnego. Prowadził też rozpoznanie osób podejrzewanych o współpracę z okupantem. W ramach działalności wywiadowczej miał swoich informatorów w urzędach (np. magistracie), w fabryce wagonów, na posterunkach, w sanockim więzieniu (np. został nim Piotr Dudycz ps. „Cezar”, w tym zakładzie umożliwiano pomoc i oswobodzenie aresztowanym przez Niemców). Dzięki jego rozpoznaniu aresztowania uniknął informator ZWZ, Rudolf Probst ps. „Weksler”, który był zatrudniony w oddziale Gestapo jako wtyczka polskiej organizacji podziemnej. Informacje uzyskiwał także od funkcjonariusza Wilhelma Krebsa, utrzymującego kontakty z Gestapo.
Z dniem 1 września 1943 odszedł z pracy w granatowej policji i został przeniesiony w stan spoczynku jako niezdolny do dalszej służby (według relacji jego rodziny wobec zagrożenia aresztowaniem odszedł z pracy w „policji granatowej” już w czerwcu 1942 i od tego czasu ukrywał się pozostając nadal w pracy konspiracyjnej). Od września 1943 jego zastępcą w strukturze AK był Stanisław Skała ps. „Skała”. Wsparł przygotowania do nieudanej akcji uwolnienia z więzienia Władysława Szelki ps. „Borsuk” nocą 20/21 lipca 1944. W trakcie akcji „Burza” w czerwcu 1944 działał jako kurier Komendy Inspektoratu Rejonowego AK Jasło. Po nadejściu frontu wschodniego i wkroczeniu na tereny polskie sowietów (w tym do Sanoka w sierpniu 1944) wobec zagrożenia aresztowaniem jako były działacz AK ukrywał się. Wkrótce potem, 26 września 1944 w stopniu plutonowego został mianowany szefem Wydziału Śledczego Komendy Powiatowej Milicji Obywatelskiej i pracował w MO do 30 września 1944, odchodząc ze służby z uwagi na zły stan zdrowia (w tym czasie swojej służby tworzył sieć wywiadowczą na rzecz AK). Po rozwiązaniu struktur AK-owskich w regionie od początku 1945 współdziałał z oddziałami „NIE” i DSZ. Ponownie zagrożony aresztowaniem w 1945 opuścił Sanok i od tego czasu przebywał w Bytomiu. Potem przybywał na terenie województwa olsztyńskiego, gdzie sprawował stanowisko wójta. Stamtąd wyjechał z uwagi na działanie bojówek niemieckich. Przybył do Gdańska i zamieszkał na Wisłoujściu u W. Pruchniaka. Tam do 1946 pracował w tamtejszej PKS, kierowanej przez swojego byłego dowódcę Adam Winogrodzkiego ps. „Korwin”. Od 1948 przebywał w Paczkowie, następnie powrócił w rodzinne strony i przebywał w Grabówce.
Po powrocie do Sanoka do końca życia zamieszkiwał przy ul. Białogórskiej w Sanoku. W uznaniu zasług na rzecz konspiracji wojennej został awansowany na stopień chorążego. Zmarł na astmę 18 stycznia 1953 w Sanoku w wieku 53 lat. Został pochowany w grobowcu rodzinnym na cmentarzu przy ul. Rymanowskiej w Sanoku.
11 lutego 1922 w Sanoku poślubił Annę Kornecką (1896-1982). Mieli córkę Janinę oraz trzech synów: Tadeusza (ur. 1923, poległy w bitwie o Kołobrzeg 1945), Zygmunta (1928–2012, żołnierz AK, późniejszy nauczyciel, inspektor szkolny w Lesku i Sanoku) oraz Wiesława (1930–2005, działacz komunistyczny PZPR, Przewodniczący Prezydium MRN w Sanoku i Naczelnik Miasta Sanoka).